# دنيا بهاسا
دُنيا بَهاسا، أي "لسان الدنيا"، لغة مصطنعة اخترعها إد روبرسُن الاسكتلندي عام 1996. قواعد اللغة ومفرداتها مأخوذة عن كثير لغات العالم: من الصينية والهندية والإسبانية والإنجليزية والملايوية والعربية والروسية واليابانية والألمانية.

## وصلات خارجية
(بالإنجليزية)
- Dunia - LangMaker